# メイト黒崎
メイト黒崎（メイトくろさき）は、福岡県北九州市八幡西区黒崎の商業施設ビル、及び「クロサキメイト（旧：ショッピングセンターメイト黒崎）」を運営していた企業。
黒崎そごう、ジャスコ黒崎店を核テナントとして1979年に開業したが、2000年までに両者が撤退。そごうの後継に井筒屋黒崎店を迎えたがこれも規模を縮小し、財務状況の悪化に伴い2020年に経営破綻した。

## 概要
株式会社メイト黒崎は、「黒崎駅東地区第一種市街地再開発事業」により、1979年10月6日にオープンした商業ビル「メイト黒崎ビル」（地上8階・地下1階建て）の保留床の大部分を取得するとともに、権利床、保留床を含めた管理運営も併せて行う目的で設立された。
開業時の店舗構成は黒崎駅寄りに黒崎そごう、東端にジャスコ黒崎店、両店の間に「メイト専門店街」（クロサキメイト）という構成であった。黒崎そごうは、そごうグループの経営破綻に伴い、2000年12月25日に閉店した。北九州の副都心である黒崎の中心地（JR黒崎駅から至近距離）にある巨大ビルの半分が閉鎖されたままという状態によるイメージダウンを懸念していた地元の強い要望もあり、黒崎そごう跡には長崎屋黒崎店（2002年2月11日閉店）向かいにあった黒崎井筒屋が2001年10月に移転して開業した。
また、これに前後してジャスコ黒崎店から業態転換していた黒崎フォーラスも1999年に撤退し、跡地はメイト黒崎運営のファッション専門店街「メイトエンポリアム」となった。こちらはその後、メイト黒崎が直営していた建物中央のメイト専門店街と統合された。同形態以降は、井筒屋黒崎店がクロサキメイトの西側に入居。メイト黒崎は東側の専門店街部分を運営する。また、クロサキメイト1階には、かつて西館に入居していたイオングループ（旧ジャスコ）のマックスバリュ九州が展開するスーパーマーケットのレッドキャベツが大型テナントとして入った。
メイト黒崎にとって救世主となった井筒屋も、経営不振に伴う賃料の低減要請を行い、メイト黒崎側はこれを受諾。井筒屋本体の経営不振は続き、2018年には、2019年5月末で黒崎店の営業を終了すると発表した。しかし、地元の強い要望もあり2019年7月まで現状のまま営業し、翌8月1日より規模を縮小しての営業継続が決定した。
これまで西館の全館で入居していたところ、1階から3階までに大幅に規模を縮小したため、メイト黒崎の収入が減少したことや、井筒屋撤退部分への後継テナントの入居も決まらず、更に大型テナントのレッドキャベツが2月で撤退することを発表したことなどの理由から、メイト黒崎は2020年1月24日、東京地方裁判所に破産を申請。負債額はおよそ25億円にのぼり、裁判所から保全管理命令を受けた。同社が運営する専門店街も、これにより同年4月末で営業を終了する予定で動いており、大型テナントだったベスト電器も4月末での撤退を発表している。
運営会社のメイト黒崎、直営のクロサキメイトは同年4月30日での営業終了へ準備を進めていたが、核テナントである井筒屋黒崎店の営業終了予定が8月17日であることなどによる交渉結果で、同日での営業終了に変更となった。しかし、新型コロナウイルスの感染拡大による緊急事態宣言の発令により、4月9日より5月15日まで臨時休業した。メイト黒崎は臨時休業期間中である5月11日に東京地方裁判所から破産手続開始決定を受けた。その後5月16日より営業を再開したが、再開後はテナント数が25店舗（井筒屋直営エリア除く）となっていた。8月17日の黒崎井筒屋閉店をもって、立体駐車場を含む全てのテナントの撤退、ビル営業事業が終了した。メイト黒崎は2022年4月14日に法人格が消滅した。
メイト黒崎の建物は、破産管財人によって売却される予定であったが、「売却先が見つからなかった」として管理権を放棄する形で破産手続きが終了し、2022年8月時点では管理者不在のまま放置されている。
南側の国道3号に面した部分の敷地が歩道として提供されていたが、2021年の施設閉鎖以降は歩道部分も使用できなくなり、歩行者の通行ができなくなっていた。そのため、国土交通省北九州国道事務所は、黒崎バイパスの開通で現道の交通量が減少したことに伴い、車道1車線を仮歩道として転用すると発表した。

## 主要テナント
| 営業時期      | 営業時期       | 東側       | 中央                           | 西側                          | 屋上                     |
| 1979年10月6日 | 1999年2月      | 黒崎そごう | メイト専門店街→クロサキメイト  | ジャスコ黒崎店→黒崎フォーラス | そごう屋上大スカイパーク |
| 1999年        | 2000年12月25日 | 黒崎そごう | メイト専門店街→クロサキメイト  | メイトエンポリアム            | そごう屋上大スカイパーク |
| 2001年10月    |                | 黒崎井筒屋 | メイト専門店街→クロサキメイト  | メイトエンポリアム            | なし                     |
|               | 2020年8月17日  | 黒崎井筒屋 | クロサキメイト、レッドキャベツ | ベスト電器メイト黒崎店        | なし                     |
| ------------- | -------------- | ---------- | ------------------------------ | ----------------------------- | ------------------------ |